# دم‌گربه‌ای چمنی
لوئیچه چمنی (نام علمی: Phleum pratense) گیاهی است پایا، علفی با ساقه‌های منفرد یا در دسته‌های معدود یا تا حدی رونده. این گیاه در زمان گل دهی بسیار شبیه گونه‌های جنس Setaria است. ارقام مختلفی ار این گونه وجود دارد که همه از عوامل ایجاد تب یونجه به‌شمار می‌آیند. لوئیچه چمنی از لحاظ گیاه هرز بودن اهمیت بسیار اندکی دارد.
افراد جنس Phleum گیاهانی هستند یک ساله یا پایا، پهنک برگ‌ها باریک و مسطح، سنبلچه‌ها دارای یک گل بارور و بند بند. پوشه‌ها مساوی و به ندرت دارای ریشک، پوشینه سخت و صفت، پرچم سه تایی، خامه دو بخشی، کلاله پر مانند، میوه گندمه بیضی با ناف نقطه‌ای و در قاعده دانه و معمولاً متصل به پوشینه. گونه‌های مختلف این جنس گیاهان مرتعی با ارزش‌اند و به عنوان علوفه کشت می‌شود.

## ریخت‌شناسی

### ساقه
زانویی یا ابتدا زانویی و سپس راست، صاف و بدون مو، به طول ۶۰ (و گاهی ۵۰) تا ۹۰ (گاهی ۱۰۰) سانتی‌متر گاه دارای ساقه خزنده کوتاه. در برخی ارقام بندهای پایین متورم و به شکل غده.

### برگ
کشیده و سبز تیره، غلاف برگ صاف، چسبیده به ساقه. زبانک -زائده کوچکی که بین برگ و غلاف قرار دارد- غشایی، سفید رنگ، به طول تا ۴ سانتی‌متر با نوک تیز. پهنک صاف، کشیده، حاشیه زبر و خشن و دندانه‌ای، به طول ۸ تا ۲۰ سانتی‌متر و عرض ۵ تا ۷ میلی‌متر و نسبت طول به عرض ۲۰ تا ۲۵ برابر.

### گل‌آذین
خوشه سنبله کوتاه، استوانه‌ای و به طول ۴ تا ۱۵ سانتیمتر. سنبلچه‌ها کوتاه و کوچک به طول ۲ تا ۳ میلیمتر. پوشه‌ها دو عدد مساوی از هم جدا، ته ناوی، روی محل خمیدگی دارای موهای سفید پراکنده. پوشه‌ها نوک تیز و از راس آن‌ها سیخک کوتاه سخت و سیخ مانندی خارج می‌شود. ریزش از بالای پوشه‌ها. پوشینه‌ها کوتاه‌تر از پوشه‌ها. معمولاً با نوک پهن، دارای موهای اندک، فاقد سیخک و بافت سخت.
این گیاه با با چمن دم‌روباه (Alopecurus pratensis)و(Phleum phleoides) شباهت زیادی دارد.
تازه این گیاه برای تغذیه گاو و خشک آن برای تغذیه اسب مورد استفاده قرار می‌گیرد.

## زیستگاه
لوئیچه چمنی در خاک‌های مرطوب تا خشک، شنی رسوبی یا لومی، مراتع کنار جوی‌های آب و کشتزارهای مختلف به خصوص گندم می‌روید.

### انتشار در ایران
از گرگان، خراسان و مازندران گزارش شده‌است.

## انتشار در جهان
در سراسر اروپا، شوروی سابق، خاورمیانه، استرالیا، نیوزلند، ژاپن، کره، چین، شمال آفریقا (مصر) می‌روید.